# Belgrade (Maine)
Belgrade è un comune (town) degli Stati Uniti d'America della contea di Kennebec nello Stato del Maine. La popolazione era di 3 189 abitanti al censimento del 2010. Belgrade include i villaggi di North Belgrade, Belgrade Depot e Belgrade Lakes (o The Village).

## Geografia fisica
Secondo lo United States Census Bureau, ha un'area totale di 57,93 miglia quadrate (150,04 km²).

## Storia
La terra era originariamente di proprietà della Plymouth Company, da cui gli abitanti ottennero i loro titoli. Chiamata Washington Plantation, è stata colonizzata nel 1774 da Philip Snow proveniente dal New Hampshire. Il 3 febbraio 1796, è stata incorporata come Belgrade, e prese il nome dalla città di Belgrado (Belgrade in inglese) in Serbia. La superficie della città era irregolare, in gran parte coperta da acqua sotto forma di una catena collegata di laghi. Il lago più grande è il Great Pond, che domina la città. L'agricoltura divenne la principale occupazione degli abitanti, con le patate come raccolto principale.
Gli sbocchi dei stagni fornivano energia idroelettrica per i mulini. Nel 1859, era presente una fabbrica di pale e una fabbrica di rocchetti, così come diverse segherie e mulini per la macinazione dei cereali. Nel 1886, erano presenti anche fabbriche di rastrelli, tetti in scandole, lana di legno, falci e scatole. Con l'arrivo della ferrovia, Belgrade divenne una località turistica di pesca, nautica da diporto e cottage sul lago. Il Belgrade Hotel, disegnato dal noto John Calvin Stevens, un architetto di Portland, fu costruito sul Belgrade Lakes. La città era una meta estiva annuale per gli scrittori Elwyn Brooks White e Ernest Thompson. Il soggiorno di quest'ultimo sul Great Pond ha ispirato nel 1979 la commedia Sul lago dorato, da cui è stato tratto il film Sul lago dorato che ha vinto il premio Oscar nel 1981.

## Società

### Evoluzione demografica
Secondo il censimento del 2010, la popolazione era di 3 189 abitanti.

### Etnie e minoranze straniere
Secondo il censimento del 2010, la composizione etnica della città era formata dal 98,3% di bianchi, lo 0,2% di afroamericani, lo 0,1% di nativi americani, lo 0,1% di asiatici, e l'1,3% di due o più etnie. Ispanici o latinos di qualunque etnia erano lo 0,5% della popolazione.